# Naval Air Systems Command
Naval Air Systems Command (förkortning: NAVAIR) är materielkommandot för flygplan och helikoptrar i USA:s flotta.
NAVAIR bildades 1966 som efterföljare till Bureau of Naval Weapons, leds av en viceamiral och har högkvarteret beläget på Naval Air Station Patuxent River i St. Mary's County, Maryland vid Chesapeake Bay på USA:s östkust. Tillsammans med Naval Air Forces och flygkrigsavdelningen i OPNAV utgör NAVAIR en del av Naval Aviation Enterprise.

## Organisation
NAVAIR består av tre underkommandon:

### Naval Air Warfare Center Aircraft Division

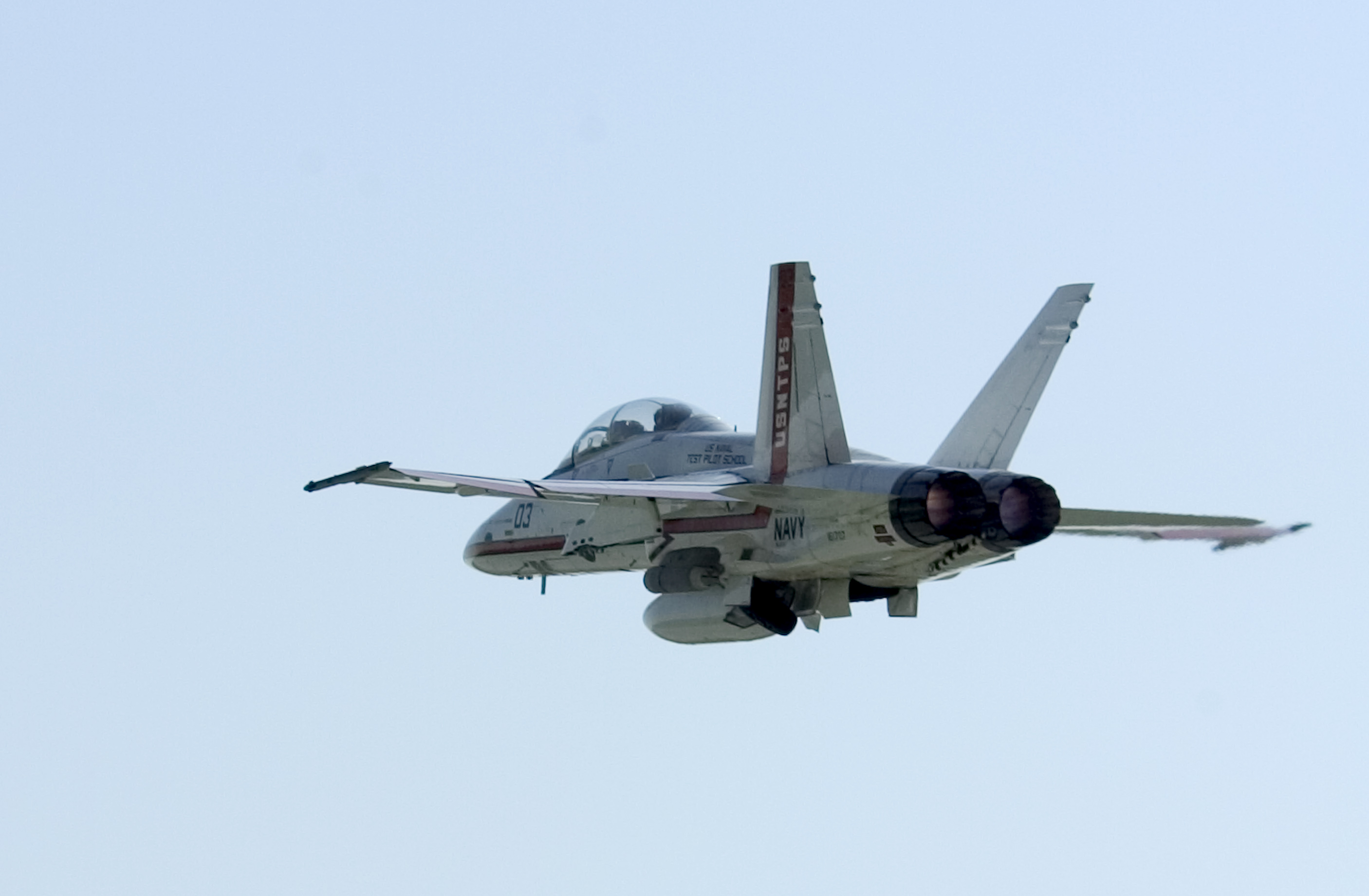
F/A-18 Hornet i testpilotutbildningen med påslagen efterbrännkammare, 3 augusti 2005.

- Naval Air Warfare Center Training Systems Division (NAWCTSD), Orlando, Florida (utveckling av simulatorsystem)[4]
- Naval Air Warfare Center Aircraft Division (NAWCAD) (utveckling och testning av flygsystem, bland annat för att säkerställa kompatibilitet med landning på hangarfartyg)[5]
  - Naval Air Engineering Station Lakehurst, New Jersey
  - Naval Air Station Patuxent River, Maryland
- Naval Test Wing Atlantic (NTWL) (fyra skvadroner för test och utveckling samt United States Navy Test Pilot School)[6]

### Naval Air Warfare Center Weapons Division
Testning och utveckling av vapensystem sker vid Naval Air Weapons Station China Lake och Naval Air Station Point Mugu, båda i Kalifornien.

### Fleet Readiness Centers
Fleet Readiness Centers är benämningen på underhållsdepåer för både flottans flygplan och helikoptrar. Tre av dessa (i kursiv) ombesörjer även underhåll för flygplan och helikoptrar från USA:s marinkår.
- FRC East, Marine Corps Air Station Cherry Point, North Carolina
- FRC Mid-Atlantic, Naval Air Station Oceana, Virginia
- FRC Northwest, Naval Air Station Whidbey Island, Washington
- FRC Southeast, Naval Air Station Jacksonville, Florida
- FRC Southwest, Naval Air Station North Island, Kalifornien
- FRC West, Naval Air Station Lemoore, Kalifornien
- FRC Western Pacific, Naval Air Facility Atsugi, Japan